# Grand Prix USA 2003
Grand Prix USA 2003 (XXXII SAP United States Grand Prix), byl 15. závod 54. ročníku mistrovství světa jezdců Formule 1 a 45. ročníku poháru konstruktérů, historicky již 711. grand prix, se již tradičně odehrála na okruhu v Indianapolisu.

## Výsledky
| Pos | Č. | Jezdec                | Konstruktér      | Kol | Čas          | Bodů |
| --- | -- | --------------------- | ---------------- | --- | ------------ | ---- |
| 1   | 1  | Michael Schumacher    | Ferrari          | 73  | 1:33:35.997  | 10   |
| 2   | 6  | Kimi Räikkönen        | McLaren-Mercedes | 73  | +18.258      | 8    |
| 3   | 10 | Heinz-Harald Frentzen | Sauber-Petronas  | 73  | +37.964      | 6    |
| 4   | 7  | Jarno Trulli          | Renault          | 73  | +48.329      | 5    |
| 5   | 9  | Nick Heidfeld         | Sauber-Petronas  | 73  | +56.403      | 4    |
| 6   | 3  | Juan Pablo Montoya    | Williams-BMW     | 72  | +1 Kolo      | 3    |
| 7   | 11 | Giancarlo Fisichella  | Jordan-Ford      | 72  | +1 Kolo      | 2    |
| 8   | 15 | Justin Wilson         | Jaguar-Cosworth  | 71  | +2 Kola      | 1    |
| 9   | 21 | Cristiano da Matta    | Toyota           | 71  | +2 Kola      |      |
| 10  | 19 | Jos Verstappen        | Minardi-Cosworth | 69  | +4 Kola      |      |
| 11  | 18 | Nicolas Kiesa         | Minardi-Cosworth | 69  | +4 Kola      |      |
| Ret | 16 | Jacques Villeneuve    | BAR-Honda        | 63  | Motor        |      |
| Ret | 12 | Ralph Firman          | Jordan-Ford      | 48  | Vypnutí vozu |      |
| Ret | 5  | David Coulthard       | McLaren-Mercedes | 45  | Převodovka   |      |
| Ret | 8  | Fernando Alonso       | Renault          | 44  | Motor        |      |
| Ret | 17 | Jenson Button         | BAR-Honda        | 41  | Motor        |      |
| Ret | 20 | Olivier Panis         | Toyota           | 27  | Nehoda       |      |
| Ret | 14 | Mark Webber           | Jaguar-Cosworth  | 21  | Nehoda       |      |
| Ret | 4  | Ralf Schumacher       | Williams-BMW     | 21  | Nehoda       |      |
| Ret | 2  | Rubens Barrichello    | Ferrari          | 2   | Kolize       |      |

## Nejrychlejší kolo
- Michael Schumacher, Ferrari, 1:11:473

### Jezdci
- 1. Michael Schumacher - 92
- 2. Kimi Räikkönen - 83
- 3. Juan Pablo Montoya - 82
- 4. Ralf Schumacher - 58
- 5. Rubens Barrichello - 55
- 6. Fernando Alonso - 55
- 7. David Coulthard - 55
- 8. Jarno Trulli - 29

### Týmy
- 1. Ferrari - 147
- 2. Williams-BMW - 141
- 3. McLaren-Mercedes - 128
- 4. Renault - 84